# Mirgas (distrito)
Mirgas é um distrito peruano localizado na Província de Antonio Raymondi, departamento Ancash. Sua capital é a cidade de Mirgas.

## Transporte
O distrito de Mirgas é servido pela seguinte rodovia:
- AN-108, que liga a cidade ao distrito de Masin [2][3][4]